# Racó Català
Racó Català és un mitjà de comunicació íntegrament digital i exclusivament en català editat per Tirabol Produccions, posat en funcionament el 4 de març de l'any 1999 pels llavors estudiants Joan Camp, Oriol Morell i Guillem Sureda. La seva orientació és de base independentista i no està associat a cap partit polític. Tracta temes culturals, socials o d'actualitat dels Països Catalans. També ha estat responsable de moltes campanyes online en la defensa de la llengua catalana. A primers del 2013 tenia més de 20.000 usuaris registrats i als seus fòrums interactius s'hi havien publicat prop de 5 milions de missatges al llarg de la seva història. El febrer de 2013 es trobava en la sisena posició dels diaris digitals en català que disposen de mesurament via OJD Interactiva amb més de 330.000 usuaris únics mensuals. El setembre de 2015 va rebre 418.747 navegadors únics segons l'OJD.
Arran dels atemptats d'ETA a Burgos i Mallorca de l'estiu del 2009, el Racó Català va sofrir una campanya de desprestigi i denúncies des de diversos mitjans i fòrums digitals, vinculant l'independentisme d'aquest portal amb l'apologia del terrorisme.
L'entitat ha rebut subvencions del Departament de Mitjans de Comunicació de la Generalitat de Catalunya. És membre de l'àrea digital de l'Associació Catalana de la Premsa Gratuïta (ACPG).
El periodista digital Saül Gordillo va publicar a Racó Català les principals entrades del seu blog en un espai anomenat 'Bloc sense fulls' des del 23 de maig de 2006 fins al juny de 2009. L'any 2007 va rebre el Premi Jaume I de la Institució Cultural de la Franja de Ponent, l'abril de 2013 va rebre el Premi Joan Coromines de la Coordinadora d'Associacions per la Llengua Catalana., i el juny de 2019 va rebre el XXXè Premi Comte d'Urgell que atorga l'Ajuntament de Balaguer pel foment de la idea dels Països Catalans.

## Més enllà de la xarxa
Des de l'any 2003, i de manera ininterrompuda, cada Diada de Catalunya, Racó Català ha muntat una parada a l'entorn de l'Arc de Triomf durant tota la jornada, dins de la Mostra d'Entitats dels Països Catalans.
En el camp de la música, Racó Català celebra cada primavera des de l'any 2003 la seva festa d'aniversari amb una gran acte que inclou xerrades i concerts. També ha estat juntament amb Capicua Produccions, coproductor des de l'any 2005 de les Barrakes de Sentmenat, que se celebren a principis del mes de setembre. I entre els anys 2006 i 2010 també ha estat responsable de la Festa Anti-Hispanitat.
La primera passa en el món dels llibres va ser l'any 2008, quan Racó Català va patrocinar el 1r Premi d'assaig independentista, organitzat pel portal web Meua.cat i amb un jurat format per Roc Casagran, Cesk Freixas i Francesc Ribera. El llibre es va presentar a la seu d'Òmnium Cultural el 14 d'abril de 2009 amb la presència de tots els autors.
També en el món de l'audiovisual, Racó Català va coproduir juntament amb el diari digital directe!cat 'Cubicles', la primera web-sèrie catalana nascuda, concebuda i emesa només per Internet. El projecte constava de 7 episodis d'uns 5 minuts de durada cadascun, que es penjaven cada dilluns en els dos diaris digitals implicats des del 16 de maig fins al 27 de juny de 2011. El guió va anar a càrrec de Jair Domínguez i la producció a càrrec de Joan Camp. Els actors principals van ser Txabi Franquesa, Miquel Malirach, Montse Rodriguez, Pep Payo i Xavier Perez Esquerdo. D'entre els artistes que hi van col·laborar cal destacar Òscar Dalmau, Òscar Andreu, Berto Romero, Francesc Ribera, María Lapiedra o Jimmy Jump.